# Seubersdorf in der Oberpfalz
Seubersdorf in der Oberpfalz, Seubersdorf i.d.OPf. – miejscowość i gmina w Niemczech, w kraju związkowym Bawaria, w rejencji Górny Palatynat, w regionie Ratyzbona, w powiecie Neumarkt in der Oberpfalz. Leży w Jurze Frankońskiej, około 18 km na południowy wschód od Neumarkt in der Oberpfalz, przy drodze B8 i linii kolejowej InterCity Ratyzbona–Norymberga.

## Dzielnice
W skład gminy wchodzą następujące dzielnice: 
- Seubersdorf
- Batzhausen z Waldhausen, Klingelmühle i Frischgrün
- Eichenhofen z Gastelshof i Haag
- Daßwang z Winn i Willmannsdorf
- Ittelhofen z Waldkirchen i Riedhof
- Freihausen
- Schnufenhofen
- Wissing z Wachtelhof i Hengelsberg
- Krappenhofen

## Współpraca
Miejscowość partnerska:
- Kirchdorf an der Krems, Austria